# Lista de histórias publicadas em Action Comics
Este anexo é uma lista de histórias publicadas na revista em quadrinhos americana Action Comics desde abril de 1938. Publicada desde então pela DC Comics, uma editora de ligada ao grupo Time-Warner, a revista é atualmente comercializada em edições lançadas mensalmente, e, apesar das alterações em suas periodicidade e formato, inclusive com a suspensão de sua publicação em mais de uma oportunidade, já teve mais de 900 edições lançadas, o que a torna, em quantidade de edições, a maior série de seu gênero na história dos Estados Unidos. Lançada originalmente em abril de 1938 - sendo posterior à Adventure Comics (dezembro de 1935) e à Detective Comics (março de 1937), que, apesar da menor quantidade de edições, é a mais longeva revista publicada continuadamente, pelo período em que já vem sendo lançada ininterruptamente - é considerada uma das mais importantes e emblemáticas revistas em quadrinhos existentes.

## 1986-1988: John Byrne
Entre outubro e dezembro de 1986 a publicação de Action Comics foi suspensa pela primeira vez em sua história: naquele período o único título protagonizado por Superman a ser publicado pela DC Comics seria a minissérie The Man of Steel, escrita e desenhada por John Byrne. Byrne fora contratado pela editora para reformular o personagem, criando inclusive uma uma nova origem após o evento "Crise nas Infinitas Terras" e seria a partir de The Man of Steel que seriam contadas as novas histórias do personagem, estabelecendo um novo cânone. A numeração da revista, entretanto, seguiu a mesma: Quando sua publicação foi retomada em janeiro de 1987, foi a partir da edição 584, e não a partir de um novo número 1.
| #   | Título                                  | Roteiro                 | Arte                               | Observações                                                                  | Ref.   |
| --- | --------------------------------------- | ----------------------- | ---------------------------------- | ---------------------------------------------------------------------------- | ------ |
| 584 | "Squatter!"                             | John Byrne              | Byrne Dick Giordano                |                                                                              | [ 9 ]  |
| 585 | "...And Graves Give Their Dead..."      | Byrne                   | Byrne e Giordano                   |                                                                              | [ 10 ] |
| 586 | "The Champion"                          | Byrne                   | Byrne e Giordano                   | Conclusão da história publicada em Superman #3 e Adventures of Superman #426 | [ 11 ] |
| 587 | "Cityscape"                             | Byrne                   | Byrne e Giordano                   |                                                                              | [ 12 ] |
| 588 | "Shadow War: All Wars Must End"         | Byrne                   | Byrne e Giordano                   | Continuação da história publicada em Hawkman #10                             | [ 13 ] |
| 589 | "Green on Green"                        | Byrne                   | Byrne e Giordano                   | Epílogo de Shadow War, cuja conclusão foi publicada em Hawkman #11           | [ 14 ] |
| 590 | "Better Living DYING Through Chemistry" | Byrne                   | Byrne e Giordano                   |                                                                              | [ 15 ] |
| 591 | "Superman vs. Superboy: Past Imperfect" | Byrne                   | Byrne e Keith Williams             | Continuação da história publicada em Superman #8.                            | [ 16 ] |
| 592 | "...A Walk on the Darkside"             | Byrne                   | Byrne e Williams                   |                                                                              | [ 17 ] |
| 593 | "The Suicide Snare"                     | Byrne                   | Byrne e Williams                   |                                                                              | [ 18 ] |
| 594 | "All That Glisters"                     | Byrne                   | Byrne e Williams                   |                                                                              | [ 19 ] |
| 595 | "The Ghost of Superman"                 | Byrne                   | Byrne e Williams                   |                                                                              | [ 20 ] |
| 596 | "Hell is where the Hearth Is"           | Byrne                   | Byrne e Williams                   |                                                                              | [ 21 ] |
| 597 | "Visitor"                               | Byrne                   | Byrne, Williams e Leonard Starr    |                                                                              | [ 22 ] |
| 598 | "Checkmate!"                            | Byrne e Paul Kupperberg | Byrne e Ty Templeton               |                                                                              | [ 23 ] |
| 599 | "Element 126"                           | Byrne                   | Byrne, Keith Williams e Ross Andru |                                                                              | [ 24 ] |

Action Comics #600 foi uma edição comemorativa, celebrando os 50 anos de Superman, e reuniu cinco histórias diferentes:
| Título                        | Roteiro             | Arte                               | Observações |
| ----------------------------- | ------------------- | ---------------------------------- | ----------- |
| "Different Worlds"            | John Byrne          | Byrne e George Perez               |             |
| Sem título                    | Byrne e Roger Stern | Kurt Schaffenberger e Jerry Ordway |             |
| "Games People Play"           | Byrne               | Dick Giordano e John Beatty        |             |
| "A Friend in Need"            | Byrne e Stern       | Curt Swan e Murphy Anderson        |             |
| "The Dark Where Madness Lies" | Byrne               | Mike Mignola                       |             |

## 1988-1989:Action Comics Weekly
Em 1988, após a revista atingir a histórica marca de 600 edições publicadas, a DC Comics tentaria, a partir de agosto daquele ano retormar o formato de antologia, publicando a revista numa periodicidade semanal. A mudança duraria até junho do ano seguinte, e compreenderia as edições 601 à #642. Dentre os personagens que tiveram histórias curtas publicadas na revista durante este período estão, além de Superman, Asa Noturna, Canário Negro, Deadman, Falcão Negro e o Vingador Fantasma.
À época, a editora havia cancelado a revista Green Lantern Corps, e o personagem Hal Jordan passou a ter suas histórias publicadas exclusivamente em Action Comics Weekly. Quando a DC Comics decidiu encerrar a experiência, o editor da revista, Mark Waid, contratou o então desconhecido escritor inglês Neil Gaiman para escrever a última edição, numa história que reunisse Jordan, Superman e outros dos personagens publicados durante aquele período. Um dos elementos do roteiro, entretanto, impediu que a história fosse publicada: Jordan e Superman sabiam a identidade secreta um do outro, mas a reformulação promovida por John Byrne havia estabelecido o oposto. Quando Mike Carlin, editor do personagem, pediu à Gaiman que alterasse seu roteiro, este preferiu não modificar a história, então Elliot S! Maggin acabou sendo contratado para escrever a última edição e a história de Gaiman, conforme originalmente concebida, só seria publicada mais de dez anos depois, em A Lenda da Chama Verde.

## 1999-2003: Joe Kelly
Quando Eddie Berganza assumiu as funções de editor responsável pelas histórias de Superman, incluindo as publicadas em Action Comics, o personagem vinha passando por baixas vendas, e suas histórias tinham pouca repercussão. Uma equipe capitaneada por Jeph Loeb, que se tornou o escritor de Superman, e Joe Kelly, que assumiu os roteiros de Action, tomou para si a responsabilidade de "revitalizar" o personagem, e a partir de dezembro de 199 começou a promover inúmeros questionamentos acerca das várias facetas que o definiam. Kelly permaneceria como o roteirista regular da revista até dezembro de 2003, com o lançamento da 810ª edição.
Entre outubro de 1999 e dezembro de 2003 apenas quatro edições da revista não foram escritas por Kelly: Na edição 771, Chuck Dixon e Pascual Ferry foram creditados, respectivamente, como "escritor convidado" e "desenhista convidado", numa história com a participação especial de Dick Grayson, o primeiro Robin, que à época já adotava a alcunha de "Asa Noturna".
| #   | Título                | Roteiro      | Arte                                 | Observações |
| --- | --------------------- | ------------ | ------------------------------------ | ----------- |
| 771 | "The Out of Towner"   | Chuck Dixon  | Pascual Ferry e Alvavor Lopez        |             |
| 778 | "Infestation"         | Marv Wolfman | Paco Medina (desenhos) e Walden Wong |             |
| 791 | "The Invitation"      | Ben Raab     | Derec Aucoin                         |             |
| 794 | "Invaders From Space" | Chuck Kim    | Kano                                 |             |

## 2004: Transição
Em agosto de 2003 a DC Comics anunciou que o escritor Chuck Austen e o desenhista brasileiro Ivan Reis assumiriam a revista, como parte da reformulação completada por Brian Azzarrello (roteirista de Superman e da minissérie Lex Luthor: Man of Steel), Jim Lee (desenhista de Superman) e Greg Rucka (roteirista de Adventures of Superman). Antes dessa "nova fase" do personagem, entretanto, ocorreu um período de transição, no qual foram encerradas todas as tramas iniciadas pela equipe responsável pelas histórias do personagem desde 1999. Após Joe Kelly encerrar seu trabalho em Action Comics na edição 810, Dan Abnett e Andy Lanning escreveram um arco em três partes que foi publicado nas três revistas do personagem lançadas em janeiro de 2004, Action Comics #811, Adventures of Superman #684 e Superman #201. Kelly retornou à revista no mês seguinte para escrever uma história relacionada à trama de Abnett e Lanning. Em cada uma das edições de Kelly foi publicada uma história curta de seis páginas, produzida pela vindoura equipe criativa da revista, abordando os temas que a mesma apresentaria na suas histórias
| #   | Título                           | Roteiro                    | Arte                           | Observações                      |
| --- | -------------------------------- | -------------------------- | ------------------------------ | -------------------------------- |
| 811 | "Strange New Visitor" (parte um) | Dan Abnett e Andy Lanning  | Karl Kerschl                   |                                  |
| 812 | "Home"                           | Joe Kelly e Michael Turner | Talent Caldwell e Jason Gorder | Primeira parte do arco "Godfall" |
| 812 | "My Heart"                       | Chuck Austen               | Ivan Reis e Marc Campos        |                                  |
| 813 | "Heaven"                         | Kelly e Turner             | Caldwell e Gorder              | Quarta parte do arco "Godfall"   |
| 813 | "Gog"                            | Austen                     | Reis e Campos                  |                                  |

## 2004-2006: De Chuck Austen àCrise Infinita
A partir da 814ª edição de Action Comics, lançada em abril de 2004, Chuck Austen. O brasileiro Ivan Reis seria o desenhista da revista até a edição 819, e receberia muitos elogios por seu trabalho. Embora a primeira  edição da dupla tenha sido muito bem-recebida, os roteiros posteriores de Austen seriam alvos de inúmeras críticas negativas, e ele deixaria a revista após dez edições, tendo suas tramas sido concluídas por outro escritor.
Dentre os escritores que sucederam Austen, ainda que brevemente, estavam Judd Winick, Gail Simone e Joe Kelly. Tanto Winick quanto Kelly escreveram arcos que foram publicados simultaneamente nas três revistas do personagem publicadas naquele mês. A passagem de Simone pela revista, por sua vez, foi alvo de atenção pela participação de John Byrne, ainda que somente como desenhista, pois o canadense estava há anos afastado do personagem. A arte-final das histórias foi feita por Nelson deCastro, e posteriormente seria revelado que ele havia alterado significativamente o lápis original de Byrne, algo que teria incomodado o desenhista.
| #   | Título                                        | Roteiro                   | Arte | Observações                                     |
| --- | --------------------------------------------- | ------------------------- | --- | ----------------------------------------------- |
| 814 | "Another Day at the Office'"                  | Chuck Austen              | Ivan Reis (desenhos) e Marcelo Campos (arte-final)                                                                                              |                                                 |
| 815 | "Superman vs. Gog: Endtimes'"                 | Austen                    | Reis e Campos |                                                 |
| 816 | "Superman vs. Gog: Behold, I Am Against Thee" | Austen                    | Reis e Campos |                                                 |
| 817 | "Weapons of Revelation'"                      | Austen                    | Reis e Campos |                                                 |
| 818 | "Enemies As Numerous As Grains of Sand'"      | Austen                    | Reis e Campos |                                                 |
| 819 | "Sodom and Gomorrah'"                         | Austen                    | Reis, Joe Prado (desenhos), Campos e Jon Sibal (arte-final)                                                                                     |                                                 |
| 820 | "Wail of the Banshee'"                        | Austen                    | Carlos D'Anda |                                                 |
| 821 | "Superman vs. Preus: Worship False Gods'"     | Austen                    | Luke Ross, Shane Davis, Cliff Richards (desenhos), Renato Guedes (desenhos e arte-final), Fabio Laguna, Lary Stucker e Will Conrad (arte-final) |                                                 |
| 822 | "Repo-Man" (parte um)                         | Austen                    | Reis e Campos |                                                 |
| 823 | "Repo-Man" (parte dois)                       | Austen                    | Reis e Campos |                                                 |
| 824 | "Old Man, New World"                          | J.D. Finn                 | Reis e Campos |                                                 |
| 825 | "The Four Horsemen"                           | J.D. Finn                 | Reis (desenhos), Prado (desenhos e arte-final), Campos e Oclair Albert (arte-final)                                                             |                                                 |
| 826 | "Lighting Strikes Twice" (parte um)           | Judd Winick               | Ian Churchill (desenhos) e Norm Rapmund (arte-final)                                                                                            |                                                 |
| 827 | "Strange Attractors"                          | Gail Simone               | John Byrne (desenhos) e Nelson (arte-final) | Primeira parte do arco Strange Attractors       |
| 828 | "Positive Reinforcement"                      | Simone                    | Byrne e Nelson | Segunda parte do arco Strange Attractors        |
| 829 | "End of Identity"                             | Simone                    | Byrne e Nelson | Segunda parte do arco Sacrifice                 |
| 830 | "The Great Society"                           | Simone                    | Byrne, Nelson e Lary Stucker |                                                 |
| 831 | "Black & Blue"                                | Simone                    | Byrne e Nelson DeCastro |                                                 |
| 832 | "Old Ghosts"                                  | Dan Abnett e Andy Lanning | Byrne e Nelson DeCastro |                                                 |
| 833 | "Depths"                                      | Simone                    | Byrne, Nelson, Stucker e Rapmund |                                                 |
| 834 | "Awake in the Dark'"                          | Simone                    | Byrne, Nelson, Campos e Albert |                                                 |
| 835 | "A Contagion of Madness'"                     | Simone                    | Byrne e Nelson |                                                 |
| 836 | "Superman, This Is Your Life'"                | Joe Kelly                 | Vários artistas, incluindo Dan Jurgens, Ed Benes, Lee Bermejo e Doug Mahnke                                                                     | Edição especial ligada ao evento Crise Infinita |

## 2006-2008: Geoff Johns
| #   | Título                   | Roteiro                   | Arte          | Observações                            |
| --- | ------------------------ | ------------------------- | ------------- | -------------------------------------- |
| 837 | "Mild Mannered Reporter" | Geoff Johns e Kurt Busiek | Pete Woods    | Segunda parte do arco Up, Up and Away! |
| 838 |                          | Johns e Busiek            | Woods         | Quarta parte de Up, Up and Away!       |
| 839 |                          | Johns e Busiek            | Woods         | Sexta parte de Up, Up and Away!        |
| 840 |                          | Johns e Busiek            | Woods         | Conclusão de Up, Up and Away!          |
| 841 |                          | Busiek e Fabian Nicieza   | Woods         | Primeira parte do arco Back in Action  |
| 842 |                          | Busiek e Nicieza          | Woods         | Segunda parte de Back in Action        |
| 843 |                          | Busiek e Nicieza          | Woods         | Conclusão de Back in Action            |
| 844 |                          | Johns e Richard Donner    | Adam Kubert   | Primeira parte do arco Last Son        |
| 845 |                          | Johns e Donner            | Kubert        | Segunda parte de Last Son              |
| 846 |                          | Johns e Donner            | Kubert        | Terceira parte de Last Son             |
| 847 |                          | Dwayne McDuffie           | Renato Guedes | História ligada ao arco Last Son       |